# Sébastien Dallet
Pour les articles homonymes, voir Dallet (homonymie).
Sébastien Dallet est un joueur de football français né le 30 septembre 1973 à Bourges. Il était attaquant, et plus particulièrement ailier.

## Biographie
Sébastien Dallet débute en section de jeune à l'Espérance Sportive du Moulon, un club de Bourges, puis intègre le FC Bourges en 1986. Il est repéré à Vichy en juin 1989, lors de la Coupe Nationale Cadet par plusieurs recruteurs de clubs professionnels, tels ceux de l'A.J. Auxerre, du F.C. Sochaux, du Toulouse FC et l'US Orléans. À la grande surprise de Jean-François Laurent, le responsable du recrutement du club orléanais, Sébastien Dallet opte pour le Loiret malgré la concurrence des clubs de première division. Il signe donc au centre de formation de l'US Orléans, dirigé par Jean-Baptise Bordas. 
Il effectue, en 1989/1990, une première saison d'excellent niveau avec les Cadets nationaux 2e année d'Orléans, étant même régulièrement surclassé avec les Juniors en Coupe Gambardella. Il rejoint ensuite le groupe professionnel, en D2, l'année d'après et attire l'attention de nombreux clubs de l'élite, dont Lens, où il signe après la liquidation judiciaire du club orléanais en mars 1992.
Il joue ensuite à Sochaux, Créteil puis Troyes et dispute au total 136 matchs en Division 1 et 204 matchs en Division 2. Il inscrit 36 buts dans les championnats professionnels, marquant notamment un doublé face à Caen en 2001 et un autre face à Istres en 2002.
Il joue un match en Coupe de l'UEFA avec Lens face à la Lazio en 1996. C'est son seul match en coupe d'Europe.
Il prend sa retraite de footballeur professionnel en 2007.
Depuis, il a ouvert une salle de foot indoor à Lavau dans l'agglomération troyenne, où se trouvait son dernier club l'ESTAC, nommée Foot 3 Indoor.
Il est également conseiller football pour la chaîne de télévision locale Canal 32. Il connut à sa reconversion une période difficile incluant diverses activités, des déboires financiers et il confie être ruiné. Il lance ensuite un complexe de foot en salle qui a ouvert le 29 septembre 2011.

## Clubs successifs
- 1978-1985 :  ES Moulon
- 1986-1989 :  FC Bourges
- 1990-1992 :  US Orléans
- 1992-1995 :  RC Lens
- 1995-1996 :  EA Guingamp
- 1996-1997 :  RC Lens
- 1997-2000 :  FC Sochaux
- 2000-2003 :  US Créteil-Lusitanos
- 2003-2007 :  ES Troyes AC[8]

## Statistiques
- 136 matches et 13 buts en Ligue 1
- 204 matches et 26 buts en Ligue 2
- 1 match en Coupe d'Europe (C3) : Lazio de Rome - RC Lens (1-1), le 24 septembre 1996
- 1er match en Ligue 1 : Lens - Angers (0-1) le 28 août 1993
- 1er but en L1 : Lille - Guingamp (0-3) le 9 août 1995 (75e minute)